# Advocaten Zonder Grenzen
Advocaten Zonder Grenzen (AdZG, Avocats Sans Frontières) is een internationale niet-gouvernementele organisatie, die actief is in de mensenrechten- en ontwikkelingssector. De organisatie werd opgericht in 1992 door een groep Belgische advocaten en stelt zich tot doel het realiseren van mechanismen en instellingen die de toegang waarborgen tot onafhankelijke en rechtvaardige rechtssystemen, die juridische zekerheid bieden en die de bescherming en doeltreffendheid garanderen van fundamentele mensenrechten voor iedereen.

## Geschiedenis
In 1992 wilden de eerste Advocaten zonder Grenzen bijstand verlenen en/of de verdediging voorzien voor personen waarvan de rechten niet worden gerespecteerd in hun land, omdat de processen gevoelig liggen. Tussen 1992 en 1996 werden talrijke missies voor onmiddellijke bijstand gerealiseerd. In het kader van het project Solidariteit en verdediging (later omgedoopt tot Advocaat voor advocaat), werden advocaten enkele weken naar het buitenland gestuurd voor bijstand en/of tussenkomst in gevoelige of symbolische processen.
In 1994 veroorzaakten de Rwandese genocide opschudding binnen de internationale gemeenschap. Ook al was de organisatie nog niet echt uitgerust voor acties op lange termijn, toch werd er beslist om actie te ondernemen. Tussen 1995 en 1998 werden verschillende opleidingen georganiseerd in Arusha, in Tanzania, om advocaten op te leiden voor de procedures van het Rwandatribunaal. Er was tevens een groot gebrek aan advocaten in het land: velen waren gestorven, anderen gevlucht en zij die overbleven konden of wilden niet betrokken worden in de berechting van de daders. In antwoord op deze situatie ontstond in 1996 het project Recht voor iedereen in Rwanda. AdZG opent hiervoor zijn eerste bureau in het buitenland.
De noodzaak om op lange termijn een uitvoerig project te beheren doet de vereniging uitgroeien tot een internationale organisatie. Naast de initiële missie voor onmiddellijke bijstand en verdediging van personen, stelt AdZG zich een nieuw doel: in volledige onafhankelijkheid bijdragen tot de verwezenlijking van een meer rechtvaardige, billijke en solidaire maatschappij, waarin het recht en de rechtspraak ten dienste staan van de meest kwetsbare groepen en/of personen.
Vanuit deze optiek opent AdZG nieuwe bureaus in Burundi (1999), Kosovo (2000), de Democratische Republiek Congo (2000), Oost-Timor (2000), Oeganda (2007) en Nepal (2010).
Momenteel is AdZG actief in onder andere Burundi, Colombia, Israël/Palestijnse Gebieden, Oeganda, Nepal, Democratische Republiek Congo, Rwanda en Tsjaad.

## Doel
De organisatie wil bijdragen aan het ontstaan van eerlijke samenlevingen, waarin het recht en zijn instituties de meest kwetsbaren groepen en individuen dient. AdZG poogt dit te bereiken door middel van onafhankelijke interventies op het gebied van toegant tot recht, rechtsbijstand en -assistentie, en juridische bijstand voor zowel nationale als internationale juridicties, zoals bijvoorbeeld het Internationaal Strafhof.
AdZG zet zich in voor de meest kwetsbare groepen: minderjarigen, vrouwen, gevangenen in onrechtmatige hechtenis, slachtoffers van ernstige mensenrechtenschendingen, en eenieder die een eerlijke rechtstoegang ontbeert.
De organisatie werkt ook via thematische zaken, zoals rechtstoegang, opkomen voor pleitbezorgers, internationaal recht, strategische procesvorming en economische en sociale rechten. In de landen waar AdZG actief is, heeft zij teams, bestaande uit lokale staf, die programma's en opzetten en uitvoeren in nauwe samenwerking met lokale partners, zoals balies en lokale NGO's. Daarnaast voeren juridische experts van AdZG en van het International Legal Network (ILN) specifieke ad-hocopdrachten uit.

## Erkenning
- 2005: Ambassadeur voor de vrede (Pax Christi Vlaanderen)
- 2007: CCBE Human Rights Award (Raad van Balies en recht verenigingen in Europa)[1]
- 2009: Law and Sustainability Prize (Vlaamse Juristenvereniging).[2]